# Isole Vergini Britanniche ai Giochi della XXXIII Olimpiade
Le Isole Vergini Britanniche hanno partecipato ai Giochi della XXXIII Olimpiade, svoltisi a Parigi dal 26 luglio all'11 agosto 2024, con una delegazione di 4 atleti, 3 uomini e una donna, in 2 discipline.
I portabandiera alla cerimonia di apertura sono stati Thad Lettsome e Adaejah Hodge.

## Delegazione
| Sport            | Uomini | Donne | Totale |
| ---------------- | ------ | ----- | ------ |
| Atletica leggera | 2      | 1     | 3      |
| Vela             | 1      | 0     | 1      |
| Totale           | 3      | 1     | 4      |

## Risultati

### Atletica leggera
| Q | Qualificato al turno successivo per la posizione in qualificazione                                                           |
| q | Qualificato per il turno successivo per ripescaggio o, negli eventi su campo, conquistando la misura minima per qualificarsi |

Maschile
Eventi su pista e strada
| Atleta            | Evento         | Preliminari | Preliminari | Batterie  | Batterie  | Ripescaggi | Ripescaggi | Semifinale | Semifinale | Finale          | Finale          |
| Atleta            | Evento         | Risultato   | Posizione   | Risultato | Posizione | Risultato  | Posizione  | Risultato  | Posizione  | Risultato       | Posizione       |
| ----------------- | -------------- | ----------- | ----------- | --------- | --------- | ---------- | ---------- | ---------- | ---------- | --------------- | --------------- |
| Rikkoi Brathwaite | 100 m piani    | Bye         | Bye         | 10"13     | 3º Q      | N.D.       | N.D.       | 10"15      | 8º         | non qualificato | non qualificato |
| Kyron McMaster    | 400 m ostacoli | N.D.        | N.D.        | 49"24     | 3º Q      | Bye        | Bye        | 48"15      | 1º Q       | 47"79           | 5º              |

Femminile
Eventi su pista e strada
| Atleta        | Evento      | Batterie  | Batterie  | Ripescaggi | Ripescaggi | Semifinale | Semifinale | Finale          | Finale          |
| Atleta        | Evento      | Risultato | Posizione | Risultato  | Posizione  | Risultato  | Posizione  | Risultato       | Posizione       |
| ------------- | ----------- | --------- | --------- | ---------- | ---------- | ---------- | ---------- | --------------- | --------------- |
| Adaejah Hodge | 200 m piani | 23"00     | 5º R      | 22"94      | 2 q        | 22"70      | 8º         | non qualificata | non qualificata |

### Vela
Maschile
| Atleta        | Evento | Regata | Regata | Regata | Regata | Regata | Regata | Regata | Regata | Regata | Regata | Regata      | Punteggio Totale | Punteggio Netto | Classifica |
| Atleta        | Evento | 1      | 2      | 3      | 4      | 5      | 6      | 7      | 8      | 9      | 10     | M           | Punteggio Totale | Punteggio Netto | Classifica |
| ------------- | ------ | ------ | ------ | ------ | ------ | ------ | ------ | ------ | ------ | ------ | ------ | ----------- | ---------------- | --------------- | ---------- |
| Thad Lettsome | Laser  | 40     | 38     | 36     | 2      | 38     | 38     | 26     | 37     | C      | C      | non qualif. | 255              | 215             | 38º        |